# Sellers
Sellers – miasto w Stanach Zjednoczonych, w stanie Karolina Południowa, w hrabstwie Marion.